# 高山短期大学附属幼稚園
高山短期大学附属幼稚園（たかやまたんきだいがくふぞくようちえん）は、岐阜県高山市にある私立幼稚園である。

## 概要
- 学校法人高山短期大学により設置された幼稚園である。通称は「たんだいふぞくようちえん」。
- 対象は3～5歳。他に満3歳児保育（次年度年少になる幼児で、3歳の誕生日を迎えた翌月より入園が可能）を行っている。
- 学校法人高山短期大学が運営する高山短期大学は、2006年に高山自動車短期大学に改称されているが、附属幼稚園の名称は「高山短期大学」のまま、変更されていない。

## 沿革
- 1978年（昭和53年）12月15日 - 設立の認可を受ける。
- 1979年（昭和54年）4月 - 開園。

## 交通アクセス
- のらマイカー西線「ビッグアリーナ前」バス停より徒歩約5分。
- JR東海高山本線高山駅下車、徒歩約45分。

## 周辺施設
- 高山自動車短期大学
- 飛騨高山ビッグアリーナ
- 岐阜県立飛騨高山高等学校山田キャンパス
- 岐阜県立飛騨高山高等学校岡本キャンパス
- 中山公園
  - 高山市中山公園野球場
  - 中山公園陸上競技場